# Никольское (село, Москва)
Никольское — село в Троицком административном округе Москвы  (до 1 июля 2012 года было в составе Подольского района Московской области). Входит в состав поселения Вороновское.

## История
Село Никольское Колчево, Голохвастово тож по писцовым книгам 1627-1628 годов — сельцо на речке Олешенке, Московского уезда Шахова стана, 
«Вотчина за дьяком Иваном Ларионовым (две трети сельца) и за подъячим Иваном Северовым (треть сельца), что прежь сего была вотчина Алексея Голохвастова, а в сельце была церковь Николы Чудотворца, да в том же сельце 2 двора вотчинниковых с деловыми в нем людьми, да 3 двора бобыльских с 4 человек; а владеют дьяк Иван Ларионов и подъячий Иван Северов тем сельцом по купчей 131(1623)года от Богдана Голохвастова».
Потом сельцо было куплено Иваном Щербачёвым, в 1647г. владела им его вдова Матрёна. От неё по купчей 1650г. перешло к Алферию Петровичу Баскакову, в 1655 года — к его вдове Пелагее (по первому мужу Потёмкиной), которая две трети села Колчева, Голохвастова тож продала своему сыну стольнику Фёдору Ивановичу Потёмкину. От него село перешло к сыну Дмитрию и за ним утверждено отказною книгой 1698 года.
После Дмитрия Фёдоровича, умершего 16 мая 1748 года, Никольским владел его сын Сергей Дмитриевич, который отказал село Колчево, Никольское тож сыну Михаилу Сергеевичу Потёмкину.
Последним владельцем села до отмены крепостного права был Александр Михайлович Потёмкин.
В 1678 году в селе находился двор вотчинников, на котором жили 22 дворовых и деловых человека. В 1704 - двор вотчинников, людей в нём 17человек и двор скотный, в нём 35 человек.
В 1692 году в селе на  средства стольника Фёдора Ивановича Потёмкина был построен каменный храм Святого Николая, сохранившийся до наших дней. От этого храма село получило своё название.
В XIX веке село Никольское входило в состав Красно-Пахорской волости Подольского уезда.
Согласно подворной переписи 1869-71гг. в селе проживало 127 человек., из них 26 в Никольских выселках. Богоугодных заведений, больниц, богаделен, приютов не имеется. Общественных зданий никаких не имеется,  кроме запасного хлебного магазина.
Грамотных в селе 2 мужчин. Селению принадлежит 152 десятины ¾ земли, из неё пахотной 75 десятин. Высеивается всем селением: Ржи 41 четверть, овса 58 четвертей 6 мер.
(ЦИАМ, Ф.184 оп.10 д.2248)
По переписи 1873 года в Никольском проживало 111 человек.
Токарей - 16
Староста - 1
Столяр - 1
Чернорабочих - 5
Сапожников - 1
Живописец - 1
(ЦИАМ, Ф.184 оп.10 д.2117)
Согласно подворной переписи 1883 года в селе проживал 121 человек.
"Запасного хлебного магазина нет, он уничтожен лет около 8 назад самовольно и денежным сбором не заменён."
"В селении училища нет. Дети обучаются у священника Никольского, который занимается обучением 2 года, учится у него 1 мальчик и 1 девочка. Обучение производится в доме учителя."
"Сельский староста не грамотен".
"Выкупивших свой надел нет".
Так же упоминается "пожар бывший в селе Никольском в 1882 году, которым истреблено 6 домов".
(ЦИАМ, Ф.184 оп.10 д.2388)
К 1899 году в деревне проживало 112 человек.
Согласно Всероссийской переписи, в 2002 году в село проживало 2 мужчины. По данным на 2005 год в селе проживал 1 человек.

## Достопримечательности
В селе расположен храм Святого Николая , построенный в 1692 году на средства стольника Ф. И. Потёмкина. Одноглавый храм построен в традициях XVII века. К четверику (основному объёму) примыкает трапезная. Колокольня была построена позднее — в середине XVIII века. За свою историю храм не подвергался существенным перестройкам. В советское время храм закрывался, но внутреннее убранство удалось сохранить. В 1990-е годы храм был возвращён православной церкви, начались восстановительные работы. Храм Святого Николая является объектом культурного наследия федерального значения.
В храме была семейная усыпальница рода Потёмкиных. В "Русском провинциальном некрополе" Архивная копия от 28 марта 2016 на Wayback Machine 1914 года указаны следующие захоронения:
Потемкинъ Димитрій Ɵеодоровичъ, статскій совѣтникъ, † 16 мая 1748 (С. Никольское- Колчево Подольск. у. Моск., въ Николаевской церкви).
Потемкинъ Евграфъ Сергѣевичь, лейбъ-гвардіи Семеновскаго полка прапоршикь, † 24 октября 1755 (С. Никольское-Колчево Подольск. у. Моск., въ церкви).
Потемкина Елисавета Сергѣевна,дѣвица, † 8 iюля 1768 (С. Никольское-Колчево Подольск, у. Моск., въ церкви).
Потемкинъ Александръ Сергѣевичъ, генералъ-маіоръ, † 16 сентября 1769 (С. Никольское - Колчево Подольск. у. Моск., въ церкви).
Потемкинъ Сергѣй Дмитріевичъ, генералъ-маіоръ, † въ феврале 1772 (С. Никольское-Колчево Подольск. у. Моск., въ церкви).
Потемкинъ Михаилъ Сергѣевичъ, генералъ-поручикъ, генералъ-кригсъкоммиссаръ, дѣйствительный камергеръ и кавалеръ р. 1744 † 14 декабря 1791 (С. Никольское-Колчево Подольск. у. Моск., въ церкви).
«Virtus viam inveniet. На семъ мѣсгѣ погребено тѣло генералъ-аншефа, дѣйствительнаго камергера, орденовъ Св. Георгія Побѣдоносца 2-го, 3-го, 4-го класса, Св. Александра Невскаго, Св. князя Владиміра 1-го класса и Св. Анны кавалера графа Павла Потёмкина, скончался 1796-го года марта 29-го дня» (С. Никольское-Колчево Подольск. у. Моск., въ церкви).

## Расположение
Село Никольское расположено у Калужского шоссе примерно в 22 км к западу от центра города Подольска. Ближайший населённый пункт — деревня Голохвастово.